# Csound
Csound est un langage de programmation de création sonore, son compilateur portant le même nom qui provient du langage C, avec lequel il a été écrit au MIT par Barry Vercoe. C'est un logiciel libre disponible sous la licence LGPL.
Il peut être utilisé indépendamment ou pour faire des plugins audio au format les plus standard (AU, LV2, VST, etc.).

## Historique
Ce langage est inspiré de MUSIC, une série de programmes plus anciens développés par Max Mathews.
Son développement s'est poursuivi durant les années 1990 et 2000 sous la conduite de John Fitch à l'université de Bath, donnant ainsi naissance à la version Csound 5 en février 2005. Beaucoup de développeurs ont contribué à ce projet, notamment Istvan Varga, Gabriel Maldonado (qui a développé une variante CsoundAV), Robin Whittle, Richard Karpen, Michael Gogins, Matt Ingalls, Steven Yi et Victor Lazzarini.

## Description
Dans son utilisation la plus simple, le programmeur rédige deux fichiers texte selon un modèle spécifié et prédéfini : le fichier orchestra (orchestre) qui décrit la nature des instruments et le fichier score (partition) qui décrit les notes, ainsi que d'autres paramètres temporels. Csound procède ensuite à la compilation de ces fichiers et génère un fichier audio. Les versions récentes de Csound peuvent recevoir, traiter et produire, éventuellement en temps réel, des flux audio et des flux MIDI.
Les fichiers orchestra et score peuvent être réunis dans un seul et même fichier en utilisant une structure avec des balises XML. Voici un exemple très simple d'un fichier Csound unifié, lequel produit après compilation un fichier Wave contenant un signal sinusoïdal d'une durée de 1 seconde, et d'une fréquence de 1 kHz à un taux d'échantillonnage de 44,1 kHz :
```
<CsoundSynthesizer>
;

  

  
<CsOptions>

    
csound
 
-W
 
-d
 
-o
 
tone.wav
 

  
</CsOptions>

  

  
<CsInstruments>

    
sr
     
=
 
44100
           
;
 
Sample
 
rate.

    
kr
     
=
 
4410
            
;
 
Control
 
signal
 
rate.

    
ksmps
  
=
 
10
              
;
 
Samples
 
pr.
 
control
 
signal.

    
nchnls
 
=
 
1
               
;
 
Number
 
of
 
output
 
channels.

    
instr
 
1
 

    
a1
     
oscil
 
p4,
 
p5,
 
1
   
;
 
Simple
 
oscillator.
 

           
out
 
a1
            
;
 
Output.

    
endin

  
</CsInstruments>

  
<CsScore>

    
f1
 
0
 
8192
 
10
 
1
           
;
 
Table
 
containing
 
a
 
sine
 
wave.

    
i1
 
0
 
1
 
20000
 
1000
        
;
 
Play
 
one
 
second
 
of
 
one
 
kHz
 
tone.

    
e

  
</CsScore>

</CsoundSynthesizer>

```

## Distribution et intégration
La dernière version, Csound 6, est disponible sous forme de fichier binaire ou de code source pour Linux, MacOS, Windows et Android. Elle peut également être utilisée sous forme de bibliothèque logicielle ou d'API,
pouvant donc être partie intégrante d'un autre logiciel. Les bibliothèques logicielles sont disponibles en C, Python, Java, LISP, Tcl, et C++.